# La Honorata
La Honorata va ser una revista de caràcter regionalista català, literari i de notícies, escrit tant en català com en castellà, i publicada a l'Havana (Cuba). La publicació va ser fundada l'any 1892 i només va tenir uns mesos de vida a causa de la situació que s'estava produint en la societat de l'època, tant social com políticament. Al llarg de la seva vida únicament va comptar amb un director/propietari, Joan Mirabet i Bofarull.

## Naixement
La revista va ser publicada en l'Havana (Cuba) el 1892. Escrita principalment en castellà, però incloent algunes seccions en català, així com textos de diferents àmbits. La raó del seu bilingüisme era produïda per la destinació de les seves publicacions, ja que no sols anaven en direcció al catalanisme sinó a tota la població amb la ideologia del diari.

## Característiques del diari
La revista va arribar a publicar un total de vint números, on destaca l'últim amb la seva dedicatòria a Cristòfor Colom.
La Honorata sortiria quatre vegades al mes, sent així un setmanari molt lligat i il·lustrador de tot allò que ocorria a Catalunya. El preu de cadascun d'ells estava dividit en dos preus, un d'ells el preu a l'Havana era de $1.00 or al mes, mentre que en províncies el seu preu augmentava fins al $1.25 or al mes.
Cada número tenia 12 pàgines on la mesura de cadascuna es tractava de 36 x 27 cms amb les seves corresponents il·lustracions. Editat a Cienfuegos, l'Havana, Cuba.
D'altra banda, la seva primera edició va ser el 15 de maig de 1892, mesos després desapareixeria amb la seva vintena i última edició el dia 1 de setembre de 1892.

## Context històric
L'època on ens situem és en els orígens del catalanisme polític amb la creació d'entitats catalanistes com Centre Català o partits polítics la Lliga Regionalista. Aparicions de personatges importants en aquesta lluita contra el nacionalisme radical espanyol (Àngel Guimerà, Valentí Almirall, Pi i Margall…) es van sumar els inicis d'organitzacions culturals com Diari Catalá.
Anys posteriors als inicis de Centre Català la ideologia es va dividir en dos corrents extrems, la qual cosa va generar una divisió interna portant a la separació dels mateixos i la creació d'un nou partit polític: la Lliga de Catalunya.
Va ser el mateix partit catalanista, la Lliga de Catalunya, el que el 1891 van proposar la formació de la Unió Catalanista que de seguida va obtenir el suport d'entitats i periòdics catalanistes, i també de personalitats particulars, la qual cosa va suposar la gran diferència a l'anterior fracàs d'unir a tots els presidents de les entitats catalanistes en el Gran Consell Regional Català proposat per Bernat Torroja. En 1892 la Unió Catalanista va celebrar la seva primera assemblea a Manresa, a la qual van assistir 250 delegats en representació d'unes 160 localitats, en aquest primer acte van quedar aprovats les Bases per a la Constitució Catalana, més conegudes com les Bases de Manresa, que se solen considerar com l'acta de naixement del catalanisme polític, almenys de la ideologia més conservadora.
El canvi en la política i en la concepció catalana vi donat a través de l'hegemonia de l'arrel conservadora durant aquests anys es va passar de l'Espanya és la nació, Catalunya és la pàtria a Espanya és l'Estat, Catalunya és la nació. A partir d'aquest moment va néixer el moviment catalanista que anys després va ser impulsat a través de la Lliga Regionalista causat pel Desastre del 98. Es podria dir que estem en l'inici del que més tard obtindrà el nom d'independentisme català.

## Directors i col·laboradors

### Directors
- Joan Mirabet i Bofarull

### Col·laboradors
- José Aixalá
- Eduard Aulés
- Gabriel Costa Nogueras
- Aniceto Valdivia
- Antonio Angelet
- Pedro Giralt
- Jaime Martí

Segons consta en les publicacions d'algunes de les seves edicions es destaca la participació en forma de col·laboradors d'alguns membres de Madrid, Barcelona i Nova York.

## Contingut
El contingut del diari primer cal diferenciar-lo en dues parts, una d'elles la part en castellà, i d'altra banda la secció catalana.
Secció castellana
- Sumaris
- Textos informatius
- Poesia
- Il·lustració de ciutats (Mèxic, Cuba…)
- Notícies regionals destacades
- Varietats (informacions de caràcter no tan polític sinó més aviat curiós)
- Passatemps

Secció catalana
- Havaneres: notes al llapis
- Odes literàries
- Textos independents
- Ofrenes

## Arxiu
L'Arxiu Històric de la Ciutat de Barcelona conserva la col·lecció de totes les publicacions setmanals de La Honorata (1892), un total de vint, publicades en la vida del diari.